# Falsacionismo dogmático
El falsacionismo dogmático o naturalista es la variedad más débil del falsacionismo, admite la falibilidad de todas las teorías científicas, sin cualificaciones, pero retiene una base empírica infalible, es empirista sin ser inductivista; la honestidad científica consiste en especificar por adelantado un experimento tal que si el resultado contradice la teoría, esta debe ser abandonada. A las proposiciones no falsables, “el falsacionismo las despacha de un plumazo: las considera metafísicas y les niega rango científico”.
Según la lógica del falsacionismo dogmático, la ciencia crece mediante reiteradas eliminaciones de teorías con la ayuda de los hechos sólidos. Este falsacionismo dogmático es insostenible porque descansa en dos supuestos falsos y un criterio de demarcación entre la ciencia y la no-ciencia muy restringido:
- El primer supuesto es que existe una frontera natural, psicológica, entre proposiciones teóricas y especulativas, por una parte y las proposiciones fácticas u observacionales o básicas por la otra -parte del enfoque naturalista del método científico-.

- El segundo supuesto: es que si una proposición satisface el criterio psicológico de ser fáctica u observacional, entonces es cierta, se puede decir que ha sido probada por los hechos. –tesis de la doctrina de la prueba observacional-.